# 金孝珍 (1976年)
金孝珍（韓語：김효진，1976年1月3日—），韓國喜劇女演員，出生於大邱廣域市。她是首爾城北區同德女子大學放送演藝學院的學士畢業生，1995年透過MBC的試鏡活動加入演藝界，現時在MBC有節目製作。1998年，金孝珍成為了韓國籃聯球隊東洋好丽友（即今日的大邱好丽友，Goyang Dayone Sports）的名譽會員。2009年5月22日，金孝珍與準新郎趙載滿舉行結婚典禮。

## 演出作品

### 電視劇
- 2000年：MBC《愛上女主播》飾 趙招弟
- 2002年：MBC《男生女生向前走3》
- 2005年：MBC《美妙人生》飾 鄭世珍的姐姐
- 2006年：SBS《赤腳的愛》
- 2008年：SBS《On Air》
- 2016年：KBS《Drama Special－兩萬元到平壤》
- 2019年：tvN《會讀心術的那小子》
- 2023年：KBS《綠洲》飾演 吳泰慈（特別出演）

### 電影
- 2002年：《Baby Alone》（客串）

### 電台
- MBC FM4U《正午的希望曲》主持

## 獎項紀錄
- 1995年：MBC喜劇新演員大獎
- 1997年：MBC優秀喜劇演員大獎
- 1998年：第34屆百想藝術大賞 喜劇演技獎
- 1998年：第5屆大韓民國演藝藝術賞 新世代喜劇演技獎
- 1999年：第35屆百想藝術大賞 喜劇部最優秀演技獎
- 1999年：MBC最優秀喜劇演員大獎